# بيت الزجام (الرجم)

تعديل مصدري - تعديل

بيت الزجام هي إحدى قرى عزلة المدني بمديرية الرجم التابعة لمحافظة المحويت، بلغ تعداد سكانها 307 نسمة حسب تعداد اليمن لعام 2004.